# Ted Smith (Radsportler)
Theodore Richard „Ted“ Smith (* 9. August 1928 in Cheektowaga; † 8. Mai 1992 ebenda) war ein US-amerikanischer Radrennfahrer und nationaler Meister im Radsport.

## Sportliche Laufbahn
Smith war im Bahnradsport und im Straßenradsport aktiv. Er begann 1939 mit dem Radsport.  1948 war er Teilnehmer der Olympischen Sommerspiele in London. In der Mannschaftsverfolgung blieb das Team der USA mit Al Stiller, Thomas Montemage und Ted Smith unplatziert. Er galt als Hoffnungsträger der amerikanischen Straßenmannschaft beim olympischen Straßenrennen, wurde aber nicht nominiert, nachdem er sich mit Funktionären des Verbandes überworfen hatte. 
1945, 1947 und 1948 gewann er die nationale Meisterschaft im Omnium. Smith wurde nach den Olympischen Spielen in London Berufsfahrer und fuhr einige Sechstagerennen. Bei den Straßenradsport-Weltmeisterschaften 1950 kam er im Profirennen nicht ins Ziel. 1991 wurde er in die United States Bicycling Hall of Fame aufgenommen.